# Kuala Kedah
Kuala Kedah – miasto w Malezji w stanie Kedah. W 2000 roku liczyło 16 909 mieszkańców.